# Hvalba (gmina)
Hvalba – gmina na Wyspach Owczych, archipelagu wysp wulkanicznych, stanowiących duńskie terytorium zależne na Oceanie Atlantyckim. Graniczy z jedynie z Tvøroyrar kommuna. Siedzibą jej władz jest Hvalba.
Gmina położona jest w północnej części wyspy Suðuroy, jednak w jej skład wchodzi także niezamieszkana wyspa Lítla Dímun. Hvalbiar kommuna zajmuje 40,0 km².
Liczba mieszkańców gminy 1 stycznia 2014 roku wynosiła 721 osób.

## Historia
Tereny gminy od roku 1872 wchodziły w skład Suðuroyar Prestagjalds kommuna. Wydzieliła się z niej sześć lat później, jako pierwsza spośród wszystkich gmin na Suðuroy.

## Populacja
Liczba ludności gminy wynosi 721 osób. Współczynnik feminizacji wynosi tam ponad 83 (na 328 kobiet przypada 393 mężczyzn). Społeczeństwo wykazuje oznaki starzenia się. Osoby w wieku powyżej 60 lat stanowią prawie 25% ludności, podobnie, jak ludzie poniżej dwudziestego roku życia. Największą grupę (patrząc w przedziałach co 10 lat) stanowią osoby w wieku 21-30 lat (14,01% społeczeństwa).
Ogólnodostępne dane dotyczące liczby ludności gminy Hvalba zaczynają się od roku 1960. Liczba ludności wynosiła wówczas 829 i malała, by w 1966 roku osiągnąć poziom 751 osób. Od tamtej pory wzrastała jednak sukcesywnie do roku 1990, gdy na terenie Hvalbiar kommuna żyło 836 ludzi. Liczba ta zaczęła jednak drastycznie spadać po kryzysie gospodarczy, jakiego doznały Wyspy Owcze w latach 90., by już w 2000 roku osiągnąć poziom 776 ludzi i stale malejąc.

## Polityka
Burmistrzem Hvalba kommuna jest startujący z list Partii Ludowej Trúgvi Gudmundarson. Ostatnie wybory do siedmioosobowej rady gminy odbyły się w 2012 roku. Ich wyniki przedstawiały się następująco:
| Lista | Nazwa partii                    | Głosy | Procent | Mandaty | Mandaty |
| ----- | ------------------------------- | ----- | ------- | ------- | ------- |
| A     | Partia Ludowa (Fólkaflokkurin)  | 247   | 53,93   | 4       | -1      |
| B     | Partia Unii (Sambandsflokkurin) | 211   | 46,07   | 3       | +1      |
|       | Suma                            | 458   | 100     | 7       | 0       |

| Lista A        | Lista A                         | Lista A        | Lista B           | Lista B               | Lista B           |
| Fólkaflokkurin | Fólkaflokkurin                  | Fólkaflokkurin | Sambandsflokkurin | Sambandsflokkurin     | Sambandsflokkurin |
| Nr             | Kandydat                        | Głosy          | Nr                | Kandydat              | Głosy             |
| -------------- | ------------------------------- | -------------- | ----------------- | --------------------- | ----------------- |
| 1.             | Trúgvi Gudmundarson             | 58             | 1.                | Trygvi Midjord        | 29                |
| 2.             | Sunrid Olsen                    | 9              | 2.                | Signar Olsen          | 16                |
| 3.             | Rúni Thomsen                    | 40             | 3.                | Oddur Holm            | 2                 |
| 4.             | Niels Pauli Hammer              | 14             | 4.                | Niclas Sigurheim      | 6                 |
| 5.             | Niels Olaf Eyvindsson           | 21             | 5.                | Martin í Nesi         | 31                |
| 6.             | Niels Jacob Thomsen             | 29             | 6.                | Magni Bertholdsen     | 56                |
| 7.             | Johan Eli Fríði Lyngvej Poulsen | 40             | 7.                | Kim Mortensen         | 9                 |
| 8.             | Janus Ellendersen               | 17             | 8.                | Jan Poulsen           | 9                 |
| 9.             | Herdis Jensen                   | 10             | 9.                | Ingibjørg Vestergaard | 6                 |
| 10.            | Hans Cesil Poulsen              | 8              | 10.               | Eyðvør Thomsen        | 6                 |
|                |                                 |                | 11.               | Eyðfinn Debes         | 41                |
|                | Lista                           | 1              |                   | Lista                 | 0                 |

Frekwencja wyniosła 81,93% (na 559 uprawnionych do urn poszło 458 osób). Nie oddano kart nieważnych ani niewypełnionych.

## Miejscowości wchodzące w skład gminy Hvalba
| Miejscowość | Liczba mieszkańców (01.01.2014) | Krótki opis | Zdjęcie                                                                   |
| ----------- | ------------------------------- | --- | ------------------------------------------------------------------------- |
| Hvalba      | 636                             | W miejscowości od lat 70. XVIII wieku wydobywany jest węgiel, choć obecnie na znacznie mniejszą skalę niż w przeszłości, gdy miał on ogromne znaczenie przy wytwarzaniu energii na Wyspach Owczych. W XVII wieku miejscowość bywała często celem tureckich piratów, których jeden statek zatopiono, a wyrzucone na brzeg ciała pochowano w miejscu zwanym Turkagravir (Tureckie groby). Znajduje się tam także kościół, którego budowę zakończono 27 października 1935 roku.      | Hvalba z widoczną plażą i boiskiem klubu Royn Hvalba.                     |
| Sandvík     | 85                              | Według Sagi o Farerczykach (Faereyingasaga) na plaży, od której nazwę wzięła miejscowość zginąć miał w 1005 roku Sigmundur Brestisson, wiking, który wprowadził chrześcijaństwo na Wyspach Owczych. W 1349 roku wszyscy mieszkańcy zostali zabici przez plagę czarnej śmierci, a teren ten ponownie zamieszkano dopiero w roku 1816. Kościół w miejscowości zbudowano we Froðba w roku 1840. Przeniesiono go następnie do Tvøroyri, by ostatecznie w roku 1908 trafił do Sandvík. | Sandvík, widoczny także kamień pamiątkowy ku czci Sigmundura Brestissona. |